# Anarhichas minor
Pour les articles homonymes, voir bar et Loup (homonymie).
Loup tacheté
Espèce
L‘Anarhichas minor, le loup tacheté, est une espèce de poissons présente dans le nord-ouest de l'océan Atlantique. Sa taille maximale connue est de 1,50 m.